# مارسلو مورالس (بازیکن فوتبال آرژانتینی)
مارسلو مورالس (انگلیسی: Marcelo Morales؛ زادهٔ ۹ اکتبر ۱۹۶۶) بازیکن فوتبال اهل آرژانتین است.
از باشگاه‌هایی که در آن بازی کرده‌است می‌توان به باشگاه فوتبال اتلتیکو تیگره، باشگاه ورزشی بارسلونا، باشگاه فوتبال اوراوا رد دیاموندز، باشگاه فوتبال آرسنال ساراندی، و باشگاه اتلتیکو ایندپندینته اشاره کرد.